# Le Port-Marly
Le Port-Marly är en kommun i departementet Yvelines i regionen Île-de-France i norra Frankrike. Kommunen ligger i kantonen Marly-le-Roi som tillhör arrondissementet Saint-Germain-en-Laye. År 2022 hade Le Port-Marly 5 583 invånare.

## Befolkningsutveckling
Antalet invånare i kommunen Le Port-Marly
| Referens: INSEE |